# Le Saint (film, 1997)
Pour les articles homonymes, voir Le Saint.
Pour plus de détails, voir Fiche technique et Distribution.
Le Saint (The Saint) est un film d'espionnage américain réalisé par Phillip Noyce et sorti en 1997. 
Ce film, en partie inspiré par les romans de Leslie Charteris dont le héros porte ce surnom, fait partie d'une longue série de films mettant en scène le personnage de Simon Templar, notamment une série télévisée avec Roger Moore.
Val Kilmer incarne ici Le Saint, voleur international élevé en orphelinat, dont les largesses aux bonnes œuvres lui vaudront une excellente réputation. Il cible Ivan Tretiak, riche homme d'affaires russe qui envisage de prendre le pouvoir. Pour huit millions de dollars, il lui propose de lui céder la formule de la fusion à froid mise au point par la physicienne Emma Russell. Tretiak lui verse la somme convenue mais Le Saint tombé sous le charme de la scientifique lui fait faux bond…

## Synopsis
À l'orphelinat hongkongais Saint Ignatius, un garçon rebelle nommé John Rossi se fait appeler Simon Templar et dirige un groupe d'autres orphelins alors qu'ils tentent de s'enfuir pour échapper à leur dur traitement. Au moment où Simon est attrapé par le grand prêtre, il assiste à la mort tragique d'une jeune fille, avec laquelle il s'était pris d'affection, lorsqu'elle tombe accidentellement d'un balcon.
À l'âge adulte, Simon (Val Kilmer), désormais un voleur professionnel surnommé Le Saint pour avoir utilisé les noms de saints catholiques comme pseudonymes, vole une précieuse puce électronique appartenant à une compagnie pétrolière russe. Simon met en scène le cambriolage lors d'un rassemblement politique organisé pour le propriétaire de l'entreprise, Ivan Tretiak (Rade Šerbedžija). Tretiak est un ancien patron du Parti communiste et un oligarque milliardaire du pétrole et du gaz qui rallie des soutiens contre le président russe. Simon est pris en flagrant délit par le fils de Tretiak, Ilya (Valery Nikolaev), mais s'échappe avec la puce électronique. Après avoir appris le braquage, Tretiak contacte Simon et l'engage pour voler une formule révolutionnaire de fusion à froid découverte par l'électro-chimiste américaine Emma Russell (Elisabeth Shue). Il souhaite acquérir la formule d'Emma - qui crée une énergie propre et peu coûteuse - afin de pouvoir monopoliser le marché de l'énergie lors d'une grave pénurie de pétrole en Russie.
Utilisant le pseudonyme de Thomas More, Simon se fait passer pour un voyageur boer et vole la formule après avoir eu une aventure d'un soir avec Emma. Tretiak apprend que la formule d'Emma est incomplète et ordonne à ses hommes de main, dirigés par Ilya, de tuer Simon et de kidnapper Emma afin d'obtenir les informations restantes. Le cœur brisé, Emma signale le vol à l'inspecteur Teal (Alun Armstrong) et à l'inspecteur Rabineau (Charlotte Cornwell) de Scotland Yard, qui l'informent que Simon est un voleur international recherché. Emma retrouve Simon dans un hôtel à Moscou et le confronte au vol et à sa trahison. La police russe, fidèle à Tretiak, arrête Simon et Emma. Cependant, ils parviennent à s'échapper du fourgon de police alors qu'ils sont amenés au manoir de Tretiak.
Alors qu'ils fuient à travers la banlieue, Simon et Emma sont aidés par une prostituée et sa famille qui les abritent dans une pièce cachée de leur maison. Plus tard, ils rencontrent Frankie (Irina Apeksimova), une clôture / marchand noir ou Spiv qui leur vend les directions à travers un système d'égout souterrain qui mène à l'ambassade des États-Unis. Simon et Emma sortent du tunnel d'égout pour trouver Ilya et ses hommes qui les attendent parmi un rassemblement de manifestants devant les portes de l'ambassade. Emma se rend en toute sécurité à l'ambassade pour l'asile politique, tandis que Simon se laisse prendre par Ilya comme une distraction. Il s'échappe après avoir truqué une voiture piégée qui brûle gravement Ilya.
Simon plante un appareil d'écoute dans le bureau de Tretiak et apprend qu'il envisage d'organiser un coup d'État en vendant la formule de fusion à froid au président russe Karpov pour l'accuser de gaspiller des milliards en technologie inutile. Tretiak prévoit alors d'utiliser les retombées politiques pour s'installer à la présidence. Emma termine les équations pour compléter la formule, et Simon fournit les informations au physicien de Tretiak, le Dr Lev Botvin (Henry Goodman), qui construit un appareil qui prouve que la formule fonctionne. Simon s'infiltre dans la résidence du président au Kremlin et l'informe du complot de Tretiak juste avant que les loyalistes de ce dernier ne le détiennent. Devant un rassemblement massif sur la Place Rouge, Tretiak porte des accusations publiques contre le président Karpov, mais lorsque le réacteur à fusion froide est lancé avec succès, Tretiak est dénoncé comme un fraudeur et arrêté. Il est également révélé qu'il a causé la pénurie de mazout à Moscou en stockant illégalement de grandes quantités de mazout sous son manoir.
Quelque temps plus tard, Simon et Emma se retrouvent dans un cottage quelque part en Angleterre où il rend sa formule et ils commencent une relation secrète. Lors d'une conférence de presse à l'Université d'Oxford, Emma présente sa formule de fusion froide au monde. Simon assiste à la conférence déguisé et évite une fois de plus d'être capturé par les inspecteurs Teal et Rabineau lorsqu'ils le repèrent dans la foule. Alors qu'il s'éloigne, il écoute une émission de radio d'information (exprimée par Roger Moore) rapportant que 3 milliards de dollars ont récemment été donnés à la Croix-Rouge, à l'Armée du Salut et au Fonds des Nations unies pour l'enfance. Il est sous-entendu que Simon, qui avait accès aux comptes de Tretiak, a fait don de l'argent de manière anonyme. En outre, une fondation à but non lucratif dirigée par le Dr Botvin est en cours de création pour développer la technologie de fusion à froid.

## Fiche technique
- Titre original : The Saint
- Titre français : Le Saint
- Réalisation : Phillip Noyce
- Scénario : Jonathan Hensleigh et Wesley Strick, d'après le personnage créé par Leslie Charteris
- Musique : Graeme Revell
- Décors : Peter Young
- Costumes : Marlene Stewart
- Photographie : Phil Meheux
- Prises de vues additionnelles : Alex Thomson
- Montage : Terry Rawlings
- Production : David Brown, Robert Evans, William J. MacDonald et Mace Neufeld
- Sociétés de production : Mace Neufeld Productions et Rysher Entertainment
- Société de distribution : Paramount Pictures
- Pays de production :  États-Unis
- Langue originale : anglais
- Genre : espionnage, thriller, action
- Durée : 116 minutes
- Dates de sortie :
  - Canada, États-Unis : 4 avril 1997
  - Belgique, France : 18 juin 1997

## Distribution
- Val Kilmer (VF : Emmanuel Jacomy) : Simon Templar
- Elisabeth Shue (VF : Michèle Buzynski) : Dr Emma Russell
- Rade Šerbedžija (VF : Alexandre Arbatt) : Ivan Tretiak
- Valery Nikolaev (VF : Guana Tchoursine) : Ilya Tretiak
- Henry Goodman : Dr Lev Botvin
- Alun Armstrong (VF : Sylvain Lemarié) : l'inspecteur Teal
- Michael Byrne (VF : Marcel Guido) : Vereshagin, l'homme de main d'Ivan Tretiak
- Evguéni Lazarev : le président Karpov
- Charlotte Cornwell (VF : Marie Marczack) : l'inspecteur Rabineau
- Velibor Topić : Skinhead
- Tommy Flanagan : Scarface
- Emily Mortimer (VF : Ethel Houbiers) : la femme dans l'avion
- David Schneider : le comédien du Rat Club
- Ravil Isyanov : le garde de Tretiak
- Richard Cubison : un douanier
- Benjamin Whitrow : le président d'Oxford
- Julian Rhind-Tutt (VF : Jérôme Rebbot) : le jeune étudiant
- Barbara Jefford : la femme universitaire
- William Hope : le fonctionnaire du département d'État
- Michael Cochrane : le courtier de la fusion froide
- Akiko : la petite amie japonaise
- Roger Moore : l'animateur radio dans la voiture (caméo vocal)

## Production
Plusieurs projets de films autour du Saint ont failli voir le jour. Paramount Pictures développe une version avec le producteur Robert Evans. Le scénario était écrit par Steven Zaillian et Sydney Pollack à la réalisation. Le rôle-titre est proposé à Ralph Fiennes, qui décline la proposition.
Le tournage a lieu en Angleterre (Oxford, Fort Amherst (dans le Kent), notamment à Londres (Holland Park, Rosewood London), dans les Pinewood Studios, ainsi qu'à Moscou (place Rouge, gare de Léningrad, Peking Hotel, ministère des Affaires étrangères, …).

## Bande originale
La chanson du générique de fin Out of My Mind est interprétée par le groupe Duran Duran. Une seconde chanson suit dans ce générique final, Polaroid Millenium, interprétée par le groupe Superior (en). Ces chansons figurent sur l'album de la bande originale du film.
| 1.  | The Saint Theme                    | Orbital                 | 4:32 |
| 2.  | 6 Underground (Nellee Hooper Edit) | Sneaker Pimps           | 3:53 |
| 3.  | Oil 1                              | Moby                    | 5:31 |
| 4.  | Atom Bomb                          | Fluke                   | 3:54 |
| 5.  | Roses Fade (Mojo Mix)              | Luscious Jackson        | 2:31 |
| 6.  | Setting Sun (instrumental)         | The Chemical Brothers   | 7:00 |
| 7.  | Pearl's Girl                       | Underworld              | 9:32 |
| 8.  | Out of My Mind                     | Duran Duran             | 4:16 |
| 9.  | Da Funk                            | Daft Punk               | 5:28 |
| 10. | Dead Man Walking                   | David Bowie             | 6:50 |
| 11. | Polaroid Millenium                 | Superior                | 3:21 |
| 12. | A Dream Within a Dream             | Dreadzone               | 6:08 |
| 13. | In the Absence of Sun              | Duncan Sheik            | 5:04 |
| 14. | Before Today                       | Everything but the Girl | 4:17 |

| 10. | Little Wonder (Danny Saber Dance Mix) | David Bowie | 5:30 |

## Distinctions

### Récompense
- BMI Film & TV Awards 1998 : meilleure musique de film pour Graeme Revell

### Nominations
- Blockbuster Entertainment Awards 1998 : Meilleure actrice pour Elisabeth Shue
- Razzie Award 1998 : pire acteur pour Val Kilmer

## Autour du film
- Vers la fin du film, Simon Templar surprend l'un de ses poursuivants en klaxonnant sous son nez durant son passage. Le son du klaxon reproduit le thème musical du Saint[réf. nécessaire].
- Les scénaristes avaient prévu de faire mourir le docteur Emma Russell, incarnée par Elisabeth Shue. La comédienne a révélé qu'après une projection test, il a été décidé de la faire survivre et de retourner une nouvelle scène[4].
- Burl Barer a écrit une novélisation du film.